# Delia ventralis
Delia ventralis är en tvåvingeart som först beskrevs av Stein 1914.  Delia ventralis ingår i släktet Delia och familjen blomsterflugor.
Artens utbredningsområde är Kenya. Inga underarter finns listade i Catalogue of Life.